# Dipodium ensifolium
Dipodium ensifolium är en orkidéart som beskrevs av Ferdinand von Mueller. Dipodium ensifolium ingår i släktet Dipodium och familjen orkidéer. Inga underarter finns listade i Catalogue of Life.